# Coppa dei Balcani 1984-1985
La Coppa dei Balcani per club 1984-1985 è stata la ventunesima edizione della Coppa dei Balcani, la competizione per squadre di club della penisola balcanica e Turchia.
È stata vinta dai greci dell'Īraklīs, al loro primo titolo.

## Squadre partecipanti
Le compagini da Albania e Jugoslavia non partecipano.
| Squadra        | Stagione 1983-84                        |
| -------------- | --------------------------------------- |
| —              | Albania                                 |
| Spartak Varna  | 3º in Bulgaria                          |
| Beroe          | 4º in Bulgaria. Detentore Coppa Balcani |
| Īraklīs        | 3º in Grecia                            |
| Arīs Salonicco | 4º in Grecia                            |
| —              | Jugoslavia                              |
| Argeș Pitești  | 5º in Romania                           |
| Bacău          | 6º in Romania                           |
| Galatasaray    | 3º in Turchia                           |
| Ankaragücü     | 5º in Turchia                           |

## Quarti di finale
L'Arīs Salonicco si è ritirato.
| Squadra 1      | Totale | Squadra 2     | Andata | Ritorno |
| -------------- | ------ | ------------- | ------ | ------- |
| Beroe          | 4–5    | Argeș Pitești | 4–1    | 0–4     |
| Ankaragücü     | 2–0    | Spartak Varna | 2–0    | 0–0     |
| Arīs Salonicco | —      | Bacău         | —      | —       |
| Īraklīs        | 5–2    | Galatasaray   | 5–1    | 0–1     |

### Andata
| Stara Zagora 4 ottobre 1983 | Beroe | 4 – 1 | Argeș Pitești | Stadio Beroe |

| Ankara 4 ottobre 1984                                   | Ankaragücü | 2 – 0 | Spartak Varna | Stadio del 19 maggio |
| \| \| \| \| \| İzgiş 9’ Yıldırım 29’ \| Marcatori \| \| |            |       |               |                      |
|                                                         |            |       |               |                      |
| İzgiş 9’ Yıldırım 29’                                   | Marcatori  |       |               |                      |

| Salonicco 25 ottobre 1984 | Īraklīs   | 5 – 1            | Galatasaray | Stadio Kaftanzogleio |
| \| \| \| \| \| Karaiskos 19’ (rig.) Adamou 50’ Maloumidis 59’ Hatzipanagis 71’ Papaioannou 76’ \| Marcatori \| 89’ (rig.) Terim \| |           |                  |             |                      |
| |           |                  |             |                      |
| Karaiskos 19’ (rig.) Adamou 50’ Maloumidis 59’ Hatzipanagis 71’ Papaioannou 76’                                                    | Marcatori | 89’ (rig.) Terim |             |                      |

### Ritorno
| Pitești 28 novembre 1984 | Argeș Pitești | 4 – 0 | Beroe | Stadionul 1 Mai |

| Varna 28 novembre 1984 | Spartak Varna | 0 – 0 | Ankaragücü | Stadio Spartak |

| Istanbul 12 dicembre 1984                           | Galatasaray | 1 – 0 | Īraklīs | Stadio Ali Sami Yen |
| \| \| \| \| \| Cüneyt Tanman 13’ \| Marcatori \| \| |             |       |         |                     |
|                                                     |             |       |         |                     |
| Cüneyt Tanman 13’                                   | Marcatori   |       |         |                     |

## Semifinali
| Squadra 1     | Totale        | Squadra 2  | Andata | Ritorno |
| ------------- | ------------- | ---------- | ------ | ------- |
| Argeș Pitești | 4–2           | Bacău      | 4–0    | 0–2     |
| Īraklīs       | 1–1 (4-2 dtr) | Ankaragücü | 1–0    | 0–1     |

### Andata
| Salonicco 20 febbraio 1985                                | Īraklīs   | 1 – 0 | Ankaragücü | Stadio Kaftanzogleio |
| \| \| \| \| \| Hatzipanagis 37’ (rig.) \| Marcatori \| \| |           |       |            |                      |
|                                                           |           |       |            |                      |
| Hatzipanagis 37’ (rig.)                                   | Marcatori |       |            |                      |

| Pitești 27 marzo 1985 | Argeș Pitești | 4 – 0 | Bacău | Stadionul 1 Mai |

### Ritorno
| Ankara 20 marzo 1985                                                         | Ankaragücü           | 1 – 0 (d.t.s.) | Īraklīs | Stadio del 19 maggio |
| \| \| \| \| \| Özkara 5’ \| Marcatori \| \| \| \| Tiri di rigore 2 – 4 \| \| |                      |                |         |                      |
|                                                                              |                      |                |         |                      |
| Özkara 5’                                                                    | Marcatori            |                |         |                      |
|                                                                              | Tiri di rigore 2 – 4 |                |         |                      |

| Bacău 31 marzo 1985 | Bacău | 2 – 0 | Argeș Pitești | Stadionul Municipal |

## Finale
| Squadra 1     | Totale | Squadra 2 | Andata | Ritorno |
| ------------- | ------ | --------- | ------ | ------- |
| Argeș Pitești | 4–5    | Īraklīs   | 3–1    | 1–4     |

| Pitești 12 giugno 1985 Andata | Argeș Pitești | 3 – 1 | Īraklīs | Stadionul 1 Mai |

| Arbitro: | Josifov (Bulgaria) |

|                                                                  |           |           |
| Karaiskos 33’ Gratterson 38’ Hatzipanagis 68’ (rig.) Kofidis 73’ | Marcatori | 57’ Ignat |